# Arroyo de los Combos y de la Reguera
Arroyo de los Combos y de la Reguera är ett vattendrag i Spanien.   Det ligger i provinsen Provincia de Madrid och regionen Madrid, i den centrala delen av landet, 27 km sydväst om huvudstaden Madrid.